# Alfonso Rivarola
Alfonso Rivarola, dit Il Chenda (Ferrare, 1607 – Ferrare, 8 janvier 1640), est un peintre italien baroque actif principalement à Ferrare.

## Biographie
Alfonso Rivarola est un élève du peintre Carlo Bononi. Il est mort à Ferrare en 1640, à l'âge de 33 ans.

## Œuvres
À Ferrare
- Le Mariage de la Vierge, église Santa Maria in Vado, Ferrare.
- Le Baptême de saint Augustin, église San Agostino,
- Résurrection, église des Teatini,
- Le Serpent d'airain, église de San Niccolo,
- Le Martyre de sainte Catherine, église de San Guglielmo.